# Qafīz
Der Qafīz (arabisch قفيز, DMG qafīz), auch Caffiso, Cafisso oder Cafiso, war ein arabisches Volumenmaß für schüttbare Waren, das auch auf der Insel Malta, in Messina (Sizilien) und Marseille benutzt wurde. Es fasste ungefähr 25 bis 50 Liter.
In den frühen islamischen Jahrhunderten galt 1 Qafīz = 8 Makkūk = 12 Sāʿ = 48 Mudd.
Verschiedene Autoren ordnen je Schreibweise ein eigenständiges Maß zu. Als Ölmaß galt für
- Malta 1 Caffiso = 1002,1 Pariser Kubikzoll = 19,878 Liter[3] = 4 ⅜ Imper. Gallonen (engl.)[4]
- Malta 1 Barile (Öl) = 2 Caffisi = 39,755 Liter = 8 Quarte = 32 Quartucci = 128 Terzi = 256 Casbe
- Marseille 1 Millerole (Öl) = 5 ½ Caffise

In Messina wog man das Öl und
- 1 Caffiso = 12 ½ Rotoli grossi ~ 11 Kilogramm
- 1 Tun (engl.) = 236 Gallonen (alt) = 196 ⅜ Imper. Gallonen = 74 Caffise[5] = 1144,95141 Liter

Für das Getreidemaß galt in
- Tripolis 1 Caffiso = 20 Tiberi = 40 ⅜ Liter[2]
- Tunis 1 Caffiso = 18 Weabs = 216 Saws = 52 1⁄5 Liter[2]